# Tony Avenarius
Karl Anton Josef „Tony“ Avenarius auch Toni Avenarius (Pseudonym: Antonius Hafermann; * 17. April 1836 in Bonn; † 31. Januar 1901 in Köln) war ein deutscher Buchillustrator, Grafiker, Zeichner, Komponist und Librettist.

## Leben
Tony Avenarius, der Sohn des Oberbergrats Otto Avenarius und dessen Frau Amalia, geborene Flocken, studierte ab 1853 an der Kunstakademie München und wurde Mitarbeiter in den Ateliers von Gisbert Flüggen sowie Erich Corres. 1861 zog er nach Köln, wo er Inhaber einer lithografischen Werkstatt wurde.
Als erstem Künstler gelang Tony Avenarius 1869 das Zusammenfügen der 400 bis 450 Mosaikteile, Bestandteil des Fußbodens in der Krypta von St. Gereon, und der Architekt Heinrich Wiethase brachte dieses Mosaik, abgestimmt auf den Raum, ein. Ihm ist weiterhin die Entdeckung und Erhaltung der von ihm der Romanik zugeordneten Deckenmalerei zu verdanken.
Im Jahr 1880 war Tony Avenarius neben Adolf Wallraf einer von nur zwei Künstlern, die Vorlagen für Serien von Lithografien zur Dokumentation des Historischen Festzugs zur Domvollendung schufen. Avenarius’ Arbeit wurde allgemein als die künstlerisch wertvollere angesehen.
Zeitweilig war Tony Avenarius Vizepräsident des Kölner Männer-Gesang-Verein sowie Baas in der Laienspielgruppe Cäcilia Wolkenburg, für die er unter seinem Pseudonym zahlreiche Texte schrieb.

## Arbeiten und Entwürfe
- Bildtafel für Charlotte Oppenheim, (zerstört)
- 1869:[8] Der Mosaikboden in Sankt Gereon
- 1880: Tony Avenarius: Historischer Festzug veranstaltet bei der Feier der Vollendung des Kölner Doms am 18. October 1880. 29 Chromolithographien auf den Originalpapp-Tafeln, Leipzig 1881 (bei Mühlmeister & Johler, Hamburg), 21,5 × 56,5 cm bis 30 × 56,5 cm[9]
- 1893: Gestaltung der Urkunde für die St. Peter von Mailand-Bruderschaft, zur Überreichung im Isabellen-Saal des Gürzenichs bestimmten Würdigung um die Verdienste von Wilhelm Scheben.

## Kompositionen
- 1894 Unter dem Pseudonym Antonius Hafermann: „Ene Kölsche Fauß!“[10]
- 1885: Unter dem Pseudonym Antonius Hafermann: Komposition und Libretto zu: „Marsilius's Holzfahrt.“ Fabelhafte, komische, kölnisch vor-, neu- und vaterländische Operette in 4 Acten von Antonius Hafermann. Eigentum von Cäcilia Wolkenburg. Köln, In Kommissions-Verlag von Alt & Uhrig.[11]
- 1883: Unter dem Pseudonym Antonius Hafermann: Libretto zu: „Der Hundefänger von Köln.“ Komische Operette in 2 Akten von Antonius Hafermann. Eigenthum von Cäcila Wolkenburg. Köln, In Commissions-Verlag von Alt & Uhrig[12]

## Veröffentlichungen
- 1870: Historische Theater- & Fantasie - Costumes sowie National - Trachten ausgeführt nach den Originalzeichnungen von Tony Avenarius - Ausgeführt und gedruckt bei Sal. Oppenheim in Köln. Verlag und Eigenthum Baruch & Comp. ca. 1870 mit 31 Farbtafeln. Mit Farbdrucken von W. Tell, Räuber (Abruzzen), Zigeuner (Ungarn), Königslieutenant, Roccoco, Prinz Carneval, Herold, Engländer, Engländer (Sackrock), Bergschotte, Tyroler, Grieche, Türke, Mexikaner, Stierfechter (Torero), Figaro usw.
- 1873: mit Ernst aus’m Weerth: Der Mosaikboden in Sankt Gereon zu Cöln. 1873, 22. S.
- 1875: Andenken an das 200 jährige Jubiläum der Errichtung der lauretanischen Kapelle in der Kupfergasse zu Koeln 1675–1875, Chromolithographie von Tony Avenarius, gedr. u. verl. von C. F. Calow, Köln, 1875, 51 × 38 cm, Kölnisches Stadtmuseum[13]
- 1885: „Prinz Carneval“ Zugwagen[14]
- 1888: „Ansicht der Maschinenfabrik Peter Kyll in Sürth bei Köln“, Tusche und Aquarell auf Papier, 39 × 52 (Bildausschnitt), unten rechts signiert und „1888 Köln“ datiert
- 1889: mit Gustav Delpy: Grosse Carnevalsgesellschaft (Köln): Officielle Darstellung des Rosenmontagszuges nach den Originalzeichnungen von Tony Avenarius[15]
- 188?: Historische Theater- und Phantasiekostüme, sowie Nationaltrachten.: ausgeführt nach den Originalzeichnungen
- 1892: Geruchlose Walfische. Festwagenmotiv aus dem über vier Meter langen, lithographischen Leporello Kölner Carneval 1892. Offizielle Darstellung des Rosenmontagszuges. Nach der Original-Zeichnung von Tony Avenarius. Herausgegeben vom Fest-Comitée. Photographisch übertragen und in Farben gedruckt von Th. Fuhrmann, Köln. Bestand Kölnisches Stadtmuseum.[16]
- 1891: Historischer Fries „Köln im 19. Jahrhundert“[17]
- 1896: Würdigung des Großherzogs als Heerführer, Ratgeber der Fürsten und dreier deutscher Kaiser, Förderer von Kunst, Wissenschaft, Wirtschaft und Mitbegründer des Kaiserreichs. 25jähriges Bestehen des Deutschen Reiches.[18]